# Aeroportul Barra do Corda
Aeroportul Barra do Corda (IATA: BDC, ICAO: SNBC) este un aeroport din Maranhão, Brazilia ce deservește zona Barra do Corda.
Situat la o altitudine de 155 m, aeroportul dispune de 1 pistă.

## Infrastructură

### Piste
Aeroportul dispune de o singură pistă. Pista 8/26 are suprafața de loam[*] și dimensiunile 1.560 m × 30 m. 